# 최국화
최국화(1981년 8월 20일 ~ )는 대한민국의 아나운서이다.

## 경력
- 2009년 : 국립재활원 교육강사, 국립재활원 강사양성과정 지도강사[1]
- 2012년 ~ 2013년 : 복지TV 아나운서
- 2013년 : 국립재활원 재활연구소 QiLT그룹 자문위원, 대한체육회 장애인 올림픽 메달리스트 강사양성교육 지도강사
- 2014년 : 기아 초록여행 아나운서
- 2016년 : 국가인원위원회 인권교육 강사
- 2018년 : 한국장애인재단 장애인식개선 교육 지도강사
- 2018년 : 한국장애인개발원 자문위원
- 2018년 : 한국장애인개발원 지도강사
- 2018년 : 한국장애인고용공단 직장 내 장애인인식개선 교육강사
- 2021년 : KBS 보도본부 앵커[2]

## 방송
- 2021년 : KBS 1TV - 《KBS 뉴스 12》

## 수상
- 2009년 : 국립재활원 표창
- 2013년 : 보건복지부장관 표창
- 2013년 : 국립재활원 표창
- 2014년 : 국립재활원 표창
- 2016년 : 국회의원 표창
- 2017년 : 경기도의회 의장 표창
- 2018년 : 행정안전부 운영기관 성과대회 우수상
- 2022년 : KBS 이달의 보도상